# Espagne au Concours Eurovision de la chanson 2022
L'Espagne est l'un des quarante pays participants du Concours Eurovision de la chanson 2022, qui se déroule à Turin en Italie. Le pays est représenté par la chanteuse Chanel, sélectionnée par le diffuseur espagnol RTVE, et sa chanson  SloMo, sélectionnée lors de l'émission Festival de Benidorm 2022. Le pays se classe 3e avec 459 points lors de la finale.

## Sélection
Le diffuseur espagnol RTVE annonce sa participation à l'Eurovision 2022 le 16 juillet 2021. Le 22 juillet 2021, le diffuseur annonce le retour du Festival de Benidorm 2022 pour sélectionner l'artiste et la chanson.

### Format
Le Benidorm Fest composé de deux demi finales diffusées les 26 et 27 janvier 2022, et d'une finale diffusée le samedi 29 janvier 2022. Quatorze chansons y participent; la chanson gagnante sera déterminée par une combinaison de votes d'un jury (à 50 %), du public (à 25 %) et d'un panel représentatif de la population espagnole (également à 25 %).

### Participants
Quatorze artistes étaient à l'origine supposés participer au Benidorm Fest. Cependant, il est annoncé le 23 janvier 2022 que la candidate Luna Ki se retirait de la compétition, à la fois pour des raisons personnelles et car l'utilisation d'Auto-Tune lui était interdit par le règlement de l'Eurovision.
- Candidature retirée
- Chanson gagnante

| Artiste           | Titre                | Langue                      | Paroles et musique                                                                          |
| ----------------- | -------------------- | --------------------------- | ------------------------------------------------------------------------------------------- |
| Azúcar Moreno     | Postureo             | Espagnol                    | Miguel Linde, Alberto Lorite, David Parejo                                                  |
| Blanca Paloma     | Secreto de agua      | Espagnol                    | Blanca Paloma, Antón Serrats, Tomás Virgós, Pablo Serrano                                   |
| Chanel            | SloMo                | Espagnol, anglais           | Leroy Sanchez, Keith Harris, Ibere Fortes, Maggie Szabo, Arjen Thonen                       |
| Gonzalo Hermida   | Quién lo diría       | Espagnol                    | Gonzalo Hermida (it), David Santisteban                                                     |
| Javiera Mena      | Culpa                | Espagnol                    | Javiera Mena                                                                                |
| Luna Ki           | Voy a morir          | Espagnol, anglais, français | Luna Ki, Miguel García, Vanity Vercetti, Alejandro Fierro                                   |
| Marta Sango       | Sigues en mi mente   | Espagnol                    | Marta Sango, Marco Frías, Mané López                                                        |
| Rayden            | Calle de la llorería | Espagnol                    | David Martínez Álvarez, François Le Goffic                                                  |
| Rigoberta Bandini | Ay mamá              | Espagnol                    | Rigoberta Bandini, Esteban Navarro Dordal, Stefano Maccarrone                               |
| Sara Deop         | Make You Say         | Espagnol, anglais           | Leroy Sanchez, Camille Purcell, Linus Nordstrom, Frank Nobel                                |
| Tanxugueiras      | Terra                | Galicien                    | Olaia Maneiro Argibay, Sabela Maneiro Argibay, Aida Tarrío Torrado, Iago Pico Freire        |
| Unique            | Mejores              | Espagnol                    | Marco Dettoni, Manu Chalud, Armando Valenzuela, Carlos Almazán, Javier López, Raúl Madroñal |
| Varry Brava       | Raffaella            | Espagnol                    | Óscar Ferrer, Aaron Sáez, Vicente Illescas                                                  |
| Xeinn             | Eco                  | Espagnol, anglais           | Carlos Marco, Jimmy Jansson, Marcus Winther-John, Thomas G:son                              |

### Shows

#### Demi-finale 1
Du fait du retrait de la candidature de Luna Ki, six chansons (au lieu de sept) participent à cette demi-finale.
- Candidature retirée
- Chanson qualifiée

| Ordre | Artiste       | Chanson         | Jury (50 %)         | Panel (25 %)        | Télévote (25 %)     | Total               | Place               |
| ----- | ------------- | --------------- | ------------------- | ------------------- | ------------------- | ------------------- | ------------------- |
| 1     | Luna Ki       | Voy a morir     | Candidature retirée | Candidature retirée | Candidature retirée | Candidature retirée | Candidature retirée |
| 2     | Varry Brava   | Raffaella       | 39                  | 15                  | 20                  | 74                  | 4                   |
| 3     | Azúcar Moreno | Postureo        | 39                  | 18                  | 12                  | 69                  | 5                   |
| 4     | Blanca Paloma | Secreto de agua | 41                  | 20                  | 18                  | 79                  | 3                   |
| 5     | Unique        | Mejores         | 28                  | 12                  | 15                  | 55                  | 6                   |
| 6     | Tanxugueiras  | Terra           | 38                  | 25                  | 30                  | 91                  | 2                   |
| 7     | Chanel        | SloMo           | 55                  | 30                  | 25                  | 110                 | 1                   |

#### Demi-finale 2
- Chanson qualifiée

| Ordre | Artiste           | Chanson              | Jury (50 %) | Panel (25 %) | Télévote (25 %) | Total | Place |
| ----- | ----------------- | -------------------- | ----------- | ------------ | --------------- | ----- | ----- |
| 1     | Xeinn             | Eco                  | 46          | 15           | 20              | 81    | 3     |
| 2     | Marta Sango       | Sigues en mi mente   | 36          | 12           | 15              | 63    | 5     |
| 3     | Javiera Mena      | Culpa                | 28          | 10           | 12              | 50    | 6     |
| 4     | Gonzalo Hermida   | Quién lo diría       | 28          | 30           | 18              | 76    | 4     |
| 5     | Rigoberta Bandini | Ay Mamá              | 56          | 25           | 30              | 111   | 1     |
| 6     | Rayden            | Calle de la llorería | 45          | 20           | 25              | 90    | 2     |
| 7     | Sara Deop         | Make You Say         | 21          | 18           | 10              | 49    | 7     |

#### Finale
La finale a eu lieu le samedi 29 janvier 2022.
- Chanson gagnante
- Deuxième
- Troisième

| Ordre | Artiste           | Chanson              | Jury (50 %) | Panel (25 %) | Télévote (25 %) | Total | Place |
| ----- | ----------------- | -------------------- | ----------- | ------------ | --------------- | ----- | ----- |
| 1     | Rayden            | Calle de la llorería | 37          | 15           | 15              | 67    | 4     |
| 2     | Tanxugueiras      | Terra                | 30          | 30           | 30              | 90    | 3     |
| 3     | Varry Brava       | Raffaella            | 25          | 12           | 18              | 55    | 6     |
| 4     | Chanel            | SloMo                | 51          | 25           | 20              | 96    | 1     |
| 5     | Rigoberta Bandini | Ay Mamá              | 46          | 20           | 25              | 91    | 2     |
| 6     | Xeinn             | Eco                  | 30          | 5            | 10              | 45    | 7     |
| 7     | Gonzalo Hermida   | Quién lo diría       | 12          | 18           | 5               | 35    | 8     |
| 8     | Blanca Paloma     | Secreto de agua      | 39          | 10           | 12              | 61    | 5     |

C'est ainsi Chanel qui, grâce à sa victoire, représentera l'Espagne au Concours Eurovision de la chanson 2022, à Turin en Italie.

## À l'Eurovision
En tant que membre du Big Five, l'Espagne est qualifiée d'office pour la finale du 14 mai 2022. Le pays finit troisième derrière l'Ukraine et le Royaume-Uni, recevant au total 459 points, dont 231 de la part des jurys et 228 de la part du télévote. L'Espagne finit troisième des jurys derrière le Royaume-Uni et la Suède et troisième du télévote derrière l'Ukraine et la Moldavie.